# ГКС (Катовице)
ГКС (на полски: Górniczy Klub Sportowy), инициалите GKS означават Górniczy Klub Sportowy или „Миньорски спортен клуб“) е полски футболен клуб от град Катовице. Основан е на 27 февруари 1964 г. Постаноящем се състезава в Екстракласа през сезон 2024/25.
Домакинските си срещи играе на стадион „ГКС Катовице“ с капацитет 9 511 зрители.
Първото му участие в европейските клубни турнири е през 1970 г. срещу „Барселона“ за Купата на панаирните градове, където отстъпва и в двете срещи (0:1 и 2:3).

## Успехи
- Екстракласа:
  -  Второ място (4): 1987/88, 1988/89, 1991/92, 1993/94
  -  Трето място (4): 1986/87, 1989/90, 1994/95, 2002/03
- Купа на Полша:
  -  Носител (3): 1985/86, 1990/91, 1992/93
  -  Финалист (5): 1984/85, 1986/87, 1989/90, 1994/95, 1996/97
- 1 Лига: (2 ниво)
  -  Шампион (28): 2004/05
- Суперкупа на Полша:
  -  Носител (2): 1991, 1995

## Български футболисти
- Анатоли Нанков: 2003/04 (4 мача - 0 гола)